# 曾建次
曾建次（1942年12月11日—）是臺灣籍天主教會主教，臺東的卑南族卡大地布部落出身，1972年3月21日於台东知本天主堂晋铎，1998年6月24日当选花蓮教區辅理主教、领突尼西亞Episcopus sululitanus衔，是第一位臺灣原住民族出身的主教，1998年8月29日在台东祝圣主教，2017年榮休，退休後致力於母語傳統文化保存推廣。